# Anatololacerta oertzeni
Anatololacerta oertzeni là một loài thằn lằn trong họ Lacertidae. Loài này được Werner mô tả khoa học đầu tiên năm 1904.

## Hình ảnh

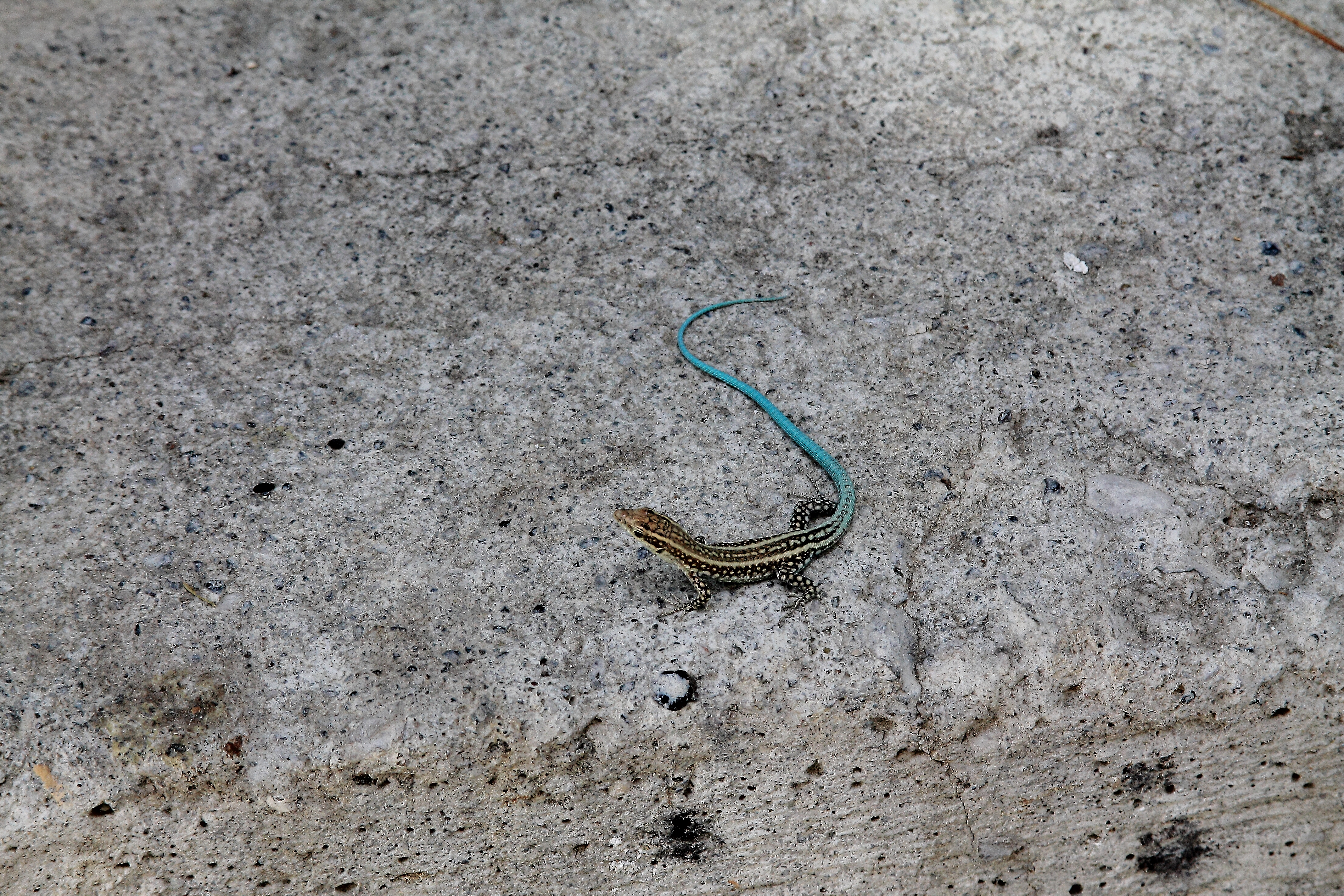
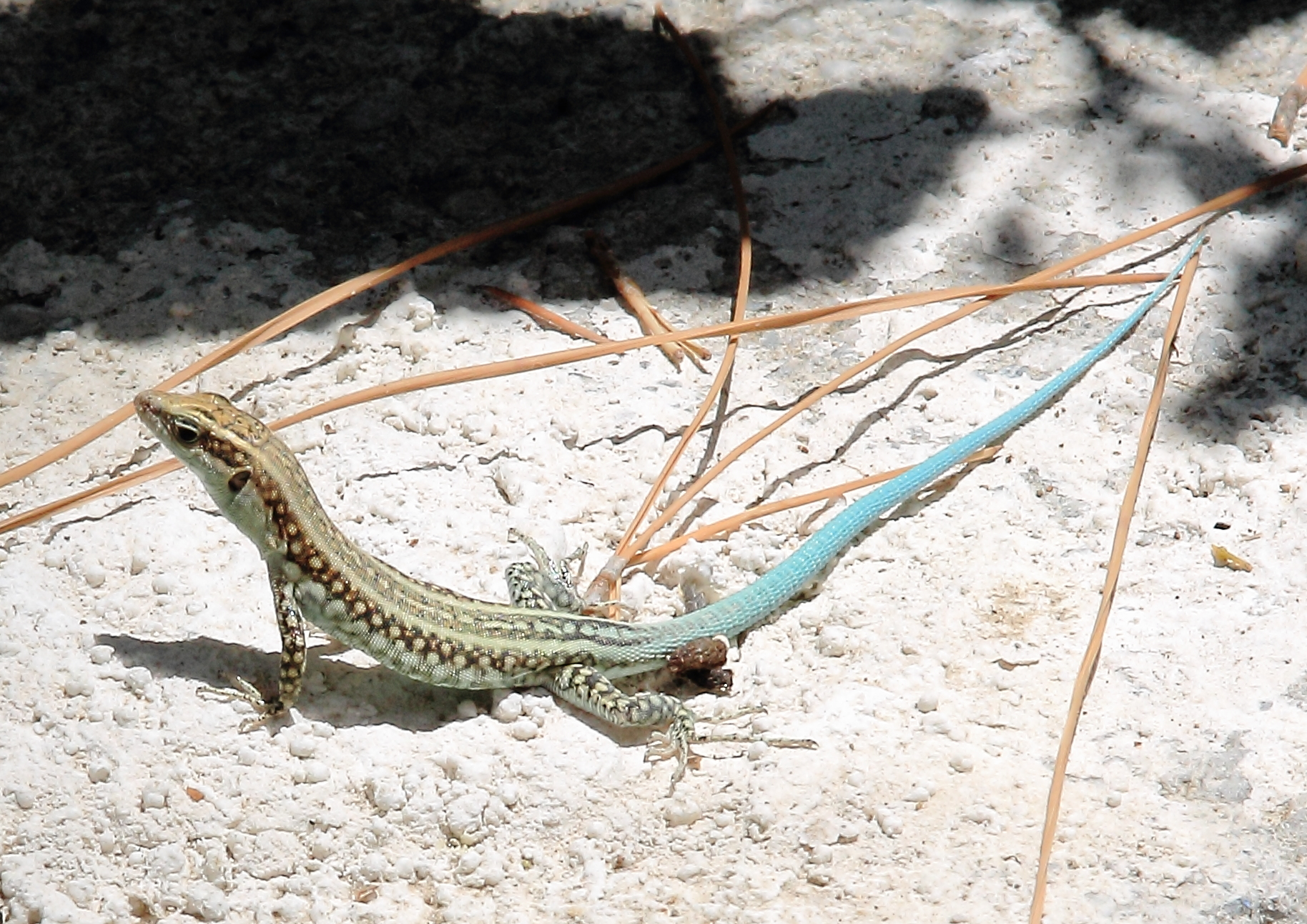
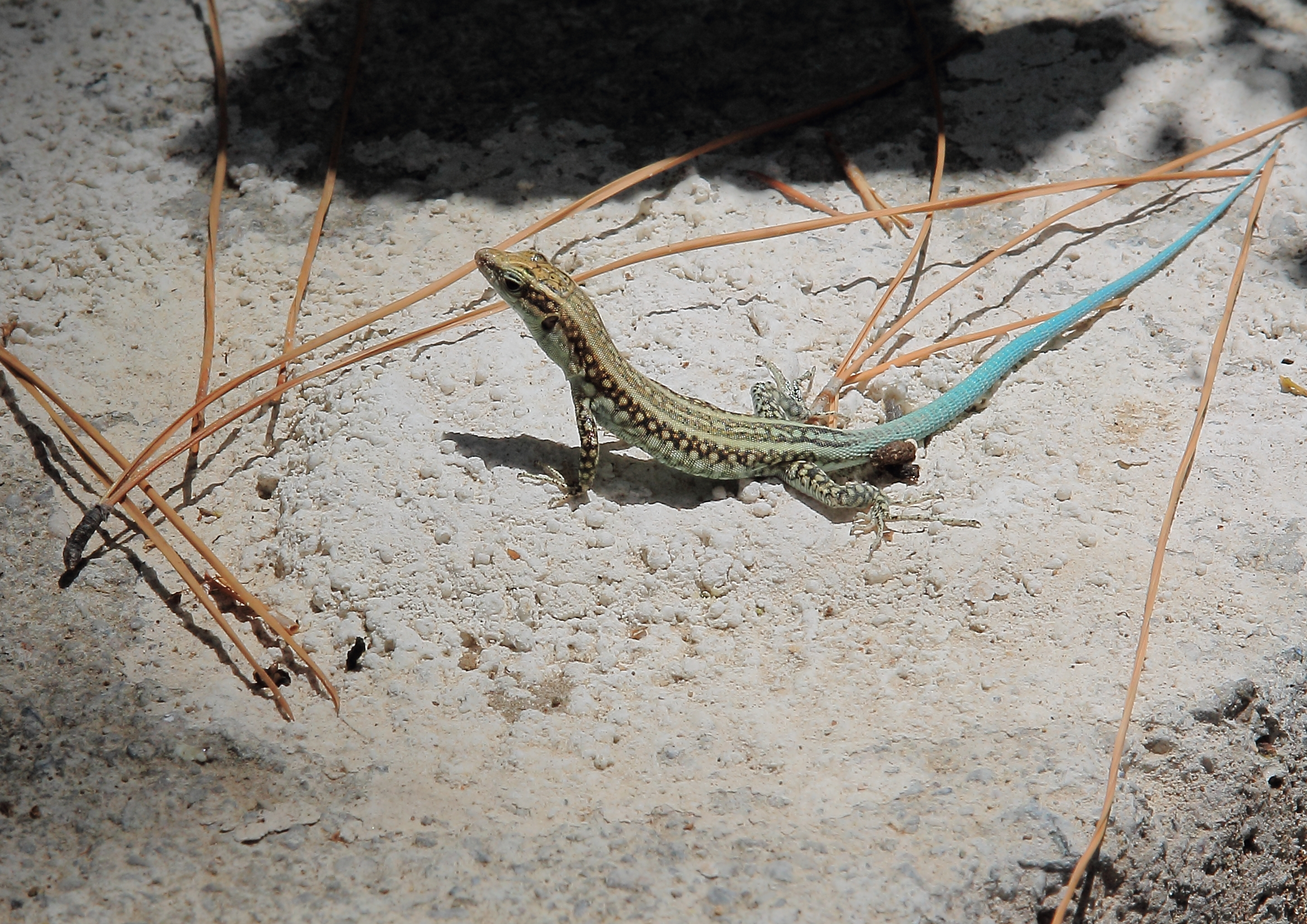
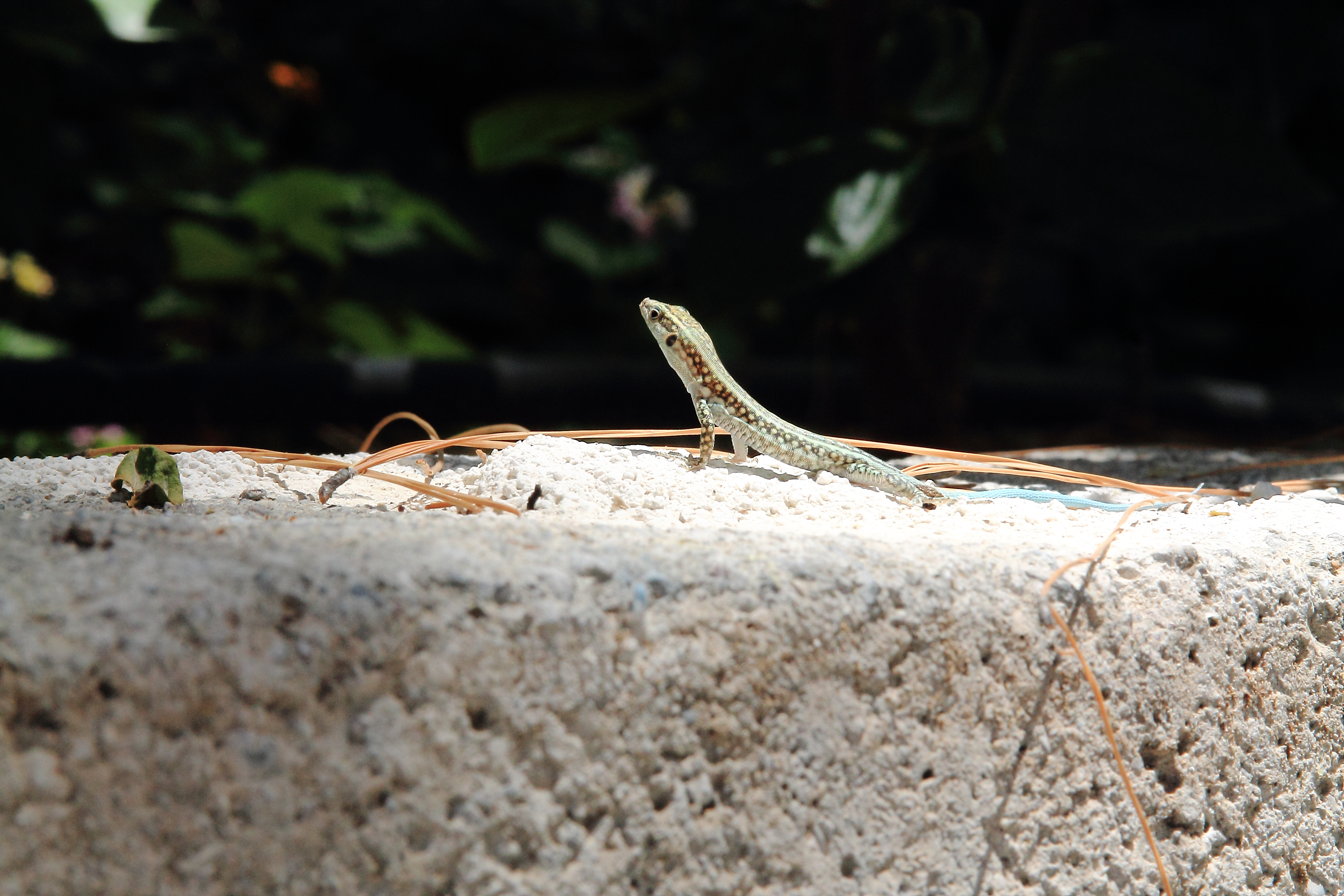